# Khaled al-Berry
Khaled al-Berry, född 1972 i Sohag, är en egyptisk författare och journalist.
al-Berry tog en medicinexamen vid Kairo universitet 1997. Sedan 1999 bor han i London. Han har skrivit en självbiografi och två romaner, och nominerades 2011 till International Prize for Arabic Fiction, "det arabiska Bookerpriset".